# Strong Openweight Championship
Le Strong Openweight Championship (STRONG無差別級王座, STRONG musabetsu-kyū ōza) est le championnat de catch (lutte professionnelle) principal de la New Japan Pro Wrestling (NJPW). Il est créé le 2 avril 2021 et le premier champion est couronné le 23 avril lors de la final de la New Japan Cup USA.

## Histoire
| # | Catcheur       | Règne | Date            | Durée     | Lieu                       | Événement                                        | Notes                                                                                    | Ref.   |
| - | -------------- | ----- | --------------- | --------- | -------------------------- | ------------------------------------------------ | ---------------------------------------------------------------------------------------- | ------ |
| 1 | Tom Lawlor     | 1     | 23 avril 2021   | 387 jours | Port Hueneme, Californie   | NJPW STRONG #37 - New Japan Cup USA 2021 - Tag 3 | Il bat Brody King en finale de la New Japan Cup USA 2021 et devient le premier Champion. | [ 5 ]  |
| 2 | Fred Rosser    | 1     | 15 mai 2022     | 238 jours | Philadelphie, Pennsylvanie | NJPW STRONG #96 - Collision 2022 - Tag 3         |                                                                                          | [ 6 ]  |
| 3 | Kenta          | 1     | 18 février 2023 | 74 jours  | San José, Californie       | Battle In The Valley                             |                                                                                          | [ 7 ]  |
| 4 | Hikuleo        | 1     | 3 mai 2023      | 18 jours  | Fukuoka, Japon             | Wrestling Dontaku 2023                           |                                                                                          | [ 8 ]  |
| 5 | Kenta          | 2     | 21 mai 2023     | 45 jours  | Long Beach (Californie)    | Resurgence                                       |                                                                                          | [ 9 ]  |
| 6 | Eddie Kingston | 1     | 5 juillet 2023  | 311 jours | Tokyo, Japon               | NJPW Strong Independance Day                     |                                                                                          | [ 10 ] |
| 7 | Gabe Kidd (en) | 1     | 11 mai 2024     | 307 jours | Ontario (Californie)       | Resurgence                                       | Dans un match Last Man Standing, sans cordes                                             | [ 11 ] |

## Règnes cumulés
| Rang | Catcheur       | Règnes | Défenses | Jours |
| ---- | -------------- | ------ | -------- | ----- |
| 1    | Tom Lawlor     | 1      | 9        | 387   |
| 2    | Eddie Kingston | 1      | 12       | 311   |
| 3    | Fred Rosser    | 1      | 7        | 238   |
| 4    | Kenta          | 2      | 2        | 119   |
| 5    | Gabe Kidd (en) | 1      | 0        | 307   |
| 6    | Hikuleo        | 1      | 0        | 18    |